# Torre de Proaño
La torre de Proaño, como se conoce a la torre de Polanco en Proaño, o de los Ríos es una atalaya medieval situada en Proaño (Cantabria, España). Está datada en el siglo XIII. Destaca la conservación de la carpintería interior, una de las mejores de Cantabria junto con la de la torre del Merino de Santillana del Mar. Contaba con cuatro plantas, de los cuales la planta baja debió servir para las dependencias de servicio (sala de la guardia, caballerizas, cocina y despensa), la primera como planta noble, con el salón donde se realizaba la vida diaria de la familia dueña de la torre, la segunda como las habitaciones de los señores y la siguiente la de los sirvientes. La torre está unida a tres viviendas construidas en épocas posteriores y a una capilla, dispone de portalada. 
Aparece descrita en la novela Peñas arriba, del escritor José María de Pereda, que la llamada de Provendaño. Fue listada como bien de interés cultural en 1985.